# Klerika

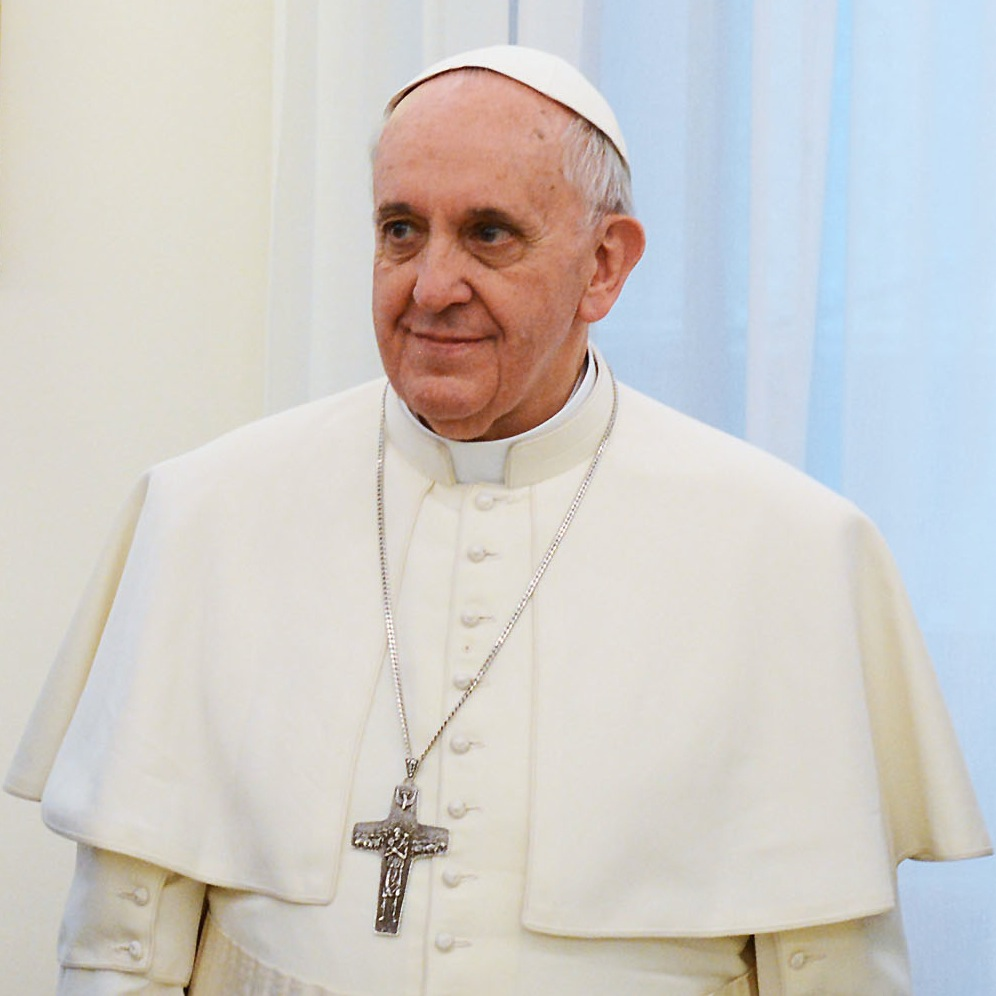
Papež František v papežské klerice

Klerika (odvozeno od slova klerik) či sutana (z fr. soutanne), v některých jazycích také reverenda (v češtině řidší, od slova reverend) je označení pro dlouhé splývavé roucho duchovních přiléhající k tělu. Může se používat buď jako spodní součást liturgického oděvu (jako takovou ji používají i ministranti při bohoslužbách), nebo jako svrchní oděv (potom se jí častěji říká také sutana. Její použití je typické pro katolické duchovní, používá se ale i v pravoslavné (známá jako rjasa) a anglikánské církvi.
Roucho duchovních luteránských a reformovaných církví je obvykle nazýváno talár, jeho střih není přiléhající k tělu.
Reverendu neboli kleriku nosili podle Akademického slovníku cizích slov také úředníci.

## Katolická církev
V katolické církvi odpovídá barva sutany místu v kněžské hierarchii. Bílou kleriku nosí papež, šarlatovou kardinálové, fialovou (purpurovou) biskupové a preláti, černou kněží-presbyteři. V tropických zemích mohou vzhledem k horkému klimatu všichni kněží na základě papežského povolení (indultu) používat kleriky bílé. Pokud použijí ti, jimž by podle jejich pozice v církevní hierarchii náležela jiná barva roucha, kleriku černou, vyjadřuje odpovídající barvu buď barva prošívání kleriky, barva knoflíků a/nebo barva cingula a solidea.[zdroj?]

### Druhy

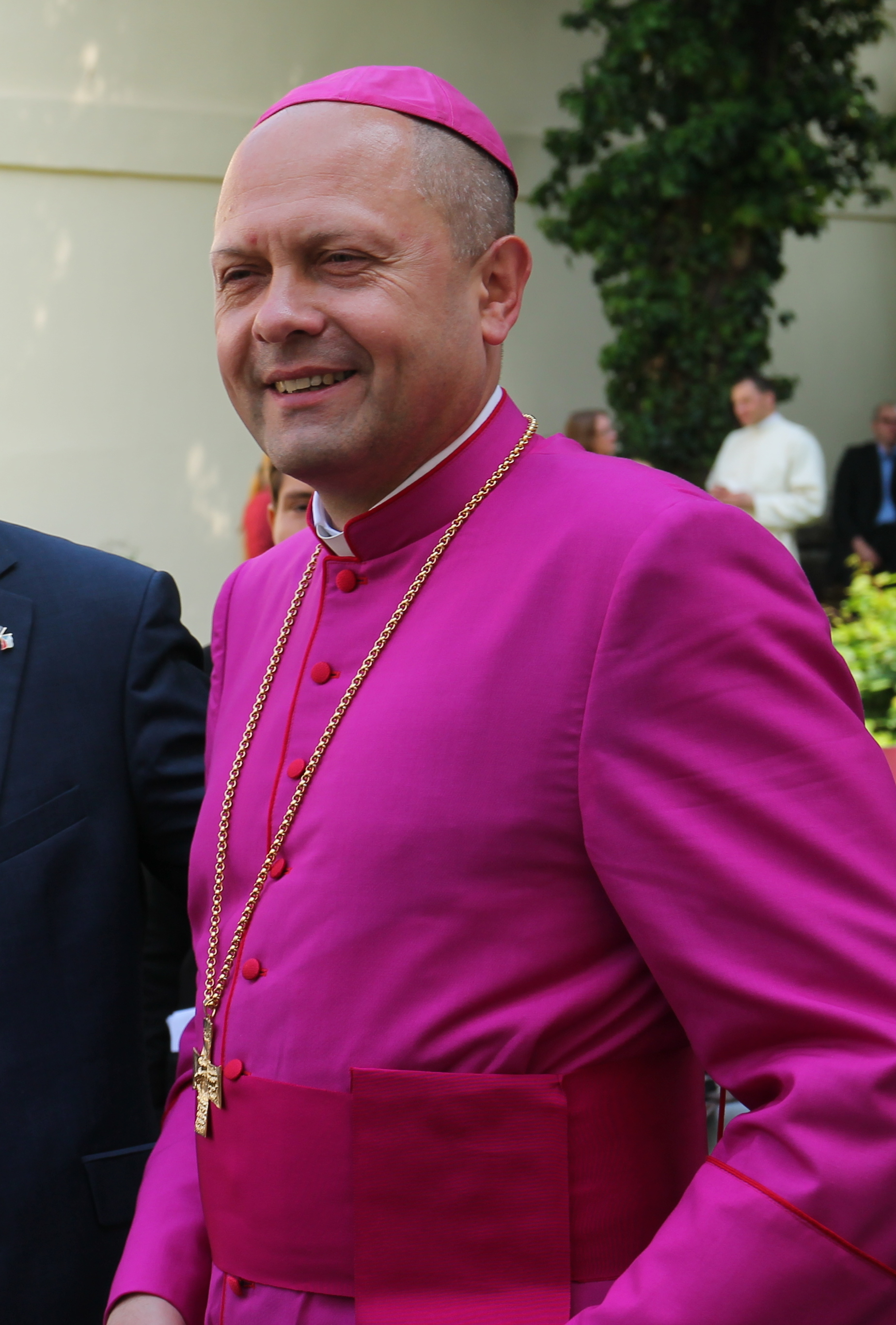
Biskup Zdenek Wasserbauer ve fialové klerice

- Bohoslovci / jáhni mají kleriku černé barvy doplněnou knoflíky. Bohoslovci ji nosí od toho roku, od kterého určí diecézní biskup.
- Kněží mají kleriku stejnou jako bohoslovci, v některých zemích ji doplňuje pelerína kolem krku, v jiných zemích je udělována pouze doktorům teologie.
- Monsignorská klerika je černá s fialovými knoflíky a fialovým cingulem. Bez peleríny.
- Biskupská klerika má dvě varianty:
  - 1. varianta – Stejná jako u kněží, ale knoflíky a lemování jsou růžové. Bývá doplněna fialovým ozdobným pásem (cingulum) kolem pasu.
  - 2. varianta – Klerika je celá ve fialové barvě. Používá se převážně při slavnostních obřadech, kdy si biskup na kleriku obléká rochetu, pektorál, případně štólu.
- Kardinálové:
  - 1. varianta – Stejná jako u kněží, ale knoflíky a lemování jsou červené barvy. Bývá doplněna ozdobným pásem látky kolem pasu.
  - 2. varianta – Celá klerika je v červené barvě. Slavnostně ji může doplnit bílá krajková rocheta. Tato varianta se používá např. při konkláve.
- Papež: používá kleriku bílé barvy s bílými knoflíky a pelerínou kolem krku. Kolem pasu nosí cingulum, na kterém je vyšitý jeho pontifikální erb. Emeritní papež (Benedikt XVI.) používal také bílou kleriku, avšak pro zdůraznění emeritního postavení nosil jednodušší kleriku bez peleríny a cingula.

## Luteráni
V luterských církvích Dánska, Faerských ostrovů, Islandu, a severoněmeckých hanzovních měst, nosí duchovní při obřadech kleriku s okružím.

## Pravoslaví
Ve východním křesťanství existují dva typy kleriky: vnitřní a vnější. Mniši vždy nosí kleriku černé barvy. Neexistuje pravidlo ohledně barev oděvu nemnišského duchovenstva, ale černá je nejčastější. Dále je možné spatřit modrou nebo šedou, bílá se nosí o Velikonocích. Ve východních církvích je klerika určena zejména pro klérus.